# Valiatrella multiprotubera
Valiatrella multiprotubera är en insektsart som beskrevs av Liu, Haoyu och F-m. Shi 2007. Valiatrella multiprotubera ingår i släktet Valiatrella och familjen syrsor. Inga underarter finns listade i Catalogue of Life.